# Gian Pietro Calasso

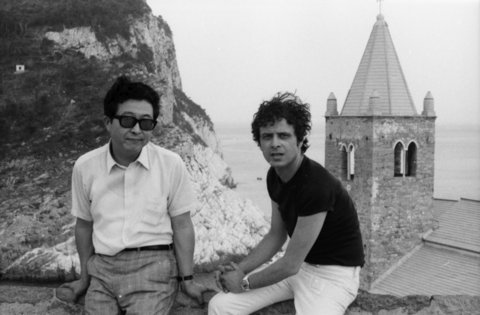
Gian Pietro Calasso mit Masakazu Yamazaki

Gian Pietro Calasso (* 1937 in Florenz; † 8. Januar 2023) war ein italienischer Theater- und Fernsehregisseur sowie Drehbuchautor.

## Leben
Nach seiner Schulausbildung ließ sich Calasso in den USA als Schauspieler und Regisseur ausbilden, darunter am Actors Studio. Er inszenierte zwischen 1971 und 1991 zehn Filme für den Bildschirm; 1963 war er einmal als Schauspieler in einem Spielfilm zu sehen gewesen. Sein bekanntester Film dürfte der 1988 nach James Hadley Chase entstandene Cambiamente d'aria sein. Daneben war er als Drehbuchautor vor allem für Miniserien verantwortlich.
Calasso wurde beim MyFest-Festival als bester Drehbuchautor ausgezeichnet. Er war Autor mindestens zweier Bücher.

## Filmografie (Auswahl)
- 1988: Cambiamente d'aria (Fernsehfilm)
- 1991: Die Geier warten schon (L'avvoltoi sa attendere) (Fernsehfilm)

## Veröffentlichungen
- Ipotesi Sulla Natura Del Comico, ISBN 88-221-1139-7
- Lo Spettacolo Come Il Sogno E Il Gioco Della Societa, ISBN 88-87242-79-8